# 11231 Schiavo
11231 Schiavo è un asteroide della fascia principale. Scoperto nel 1999, presenta un'orbita caratterizzata da un semiasse maggiore pari a 2,2789852 au e da un'eccentricità di 0,1241244, inclinata di 4,95930° rispetto all'eclittica.